# Dębe-Kolonia
Dębe-Kolonia – wieś w Polsce, w województwie wielkopolskim, w powiecie kaliskim, w gminie Opatówek.
W latach 1975–1998 miejscowość administracyjnie należała do województwa kaliskiego.
W okolicznym lesie znajduje się zdewastowany cmentarz ewangelicki z nagrobkami i grobowcami z XIX wieku i początku XX wieku. Na cmentarzu chowani byli osiadli w Królestwie Polskim Niemcy.